# Amedeo Nazzari
Pour les articles homonymes, voir Nazzari.
Amedeo Nazzari, né Amedeo Carlo Leone Buffa le 10 décembre 1907 à Cagliari (Sardaigne) et mort le 5 novembre 1979 à Rome, est un acteur italien. Il a été marié à l'actrice italienne d'origine grecque Irene Genna, avec laquelle il a eu une fille, l'actrice Evelina Nazzari (it).

## Biographie
Amedeo Nazzari fait des études d'ingénieur, mais se passionne très vite pour le théâtre. Il s'impose au public en jouant notamment au Théâtre grec de Syracuse dans la compagnie de Gualtiero Tumiati. Il fait ses débuts au cinéma, en 1936, dans un film de Guido Brignone. Il rencontre le succès avec Cavalleria de Goffredo Alessandrini. Il deviendra bientôt un des acteurs préférés du public italien (un référendum organisé en 1940 par la revue Cinema le classe nettement en tête). Dès lors, il tournera sans discontinuer dans les rôles les plus divers. Il incarne des héros dans des productions inspirées par le fascisme italien comme Luciano Serra pilota (1938) de Goffredo Alessandrini, devenu cinéaste quasi officiel du régime mussolinien. Après-guerre, il continue de remporter un grand succès, en interprétant une série de mélodrames réalisés par  Raffaello Matarazzo, où il a fréquemment comme partenaire Yvonne Sanson, et qui contribuent à faire de lui une figure emblématique du cinéma populaire italien. Amedeo Nazzari raréfie ses apparitions à l'écran à partir des années 1960, mais continue de tenir ponctuellement des rôles au cinéma ou à la télévision. On le considéra à l'époque un peu comme un Errol Flynn italien vu la ressemblance avec l'acteur américain

## Filmographie partielle

### Au cinéma
- 1937 : La fossa degli angeli de Carlo Ludovico Bragaglia
- 1938 : Il conte di Bréchard de Mario Bonnard
- 1938 : Fuochi d'artificio de Gennaro Righelli
- 1938 : Luciano Serra, pilote de Goffredo Alessandrini
- 1939 : Montevergine de Carlo Campogalliani
- 1940 : Centomila dollari de Mario Camerini
- 1940 : Plus fort que l'amour (Oltre l'amore) de Carmine Gallone
- 1941 : Caravaggio de Goffredo Alessandrini
- 1941 : Scampolo de Nunzio Malasomma
- 1942 : Commando du désert (Bengasi) d'Augusto Genina
- 1942 : La Mégère apprivoisée de Ferdinando Maria Poggiol
- 1942 : La Farce tragique (La cena delle beffe) d'Alessandro Blasetti
- 1942 : Le Roman d'un jeune homme pauvre (Romanzo di un giovane povero) de Guido Brignone
- 1943 : Apparition (Apparizione) de Jean de Limur
- 1946 : Le Bandit (Il bandito) d'Alberto Lattuada
- 1946 : Un jour dans la vie (Un giorno nella vita) d'Alessandro Blasetti
- 1946 : Malacarne de Pino Mercanti
- 1949 : Le Mensonge d'une mère (Catene) de Raffaello Matarazzo
- 1949 : Il vedovo allegro de Mario Mattoli
- 1949 : Romanticismo de Clemente Fracassi
- 1950 : Le Loup de la Sila (Il lupo della Sila) de Duilio Coletti
- 1950 : Fra Diavolo (Donne i briganti) de Mario Soldati
- 1950 : Mara fille sauvage (Il brigante Musolino) de Mario Camerini
- 1950 : Bannie du foyer (Tormento) de Raffaello Matarazzo
- 1951 : Trahison (Il tradimento) de Riccardo Freda
- 1951 : Le Fils de personne (I figli di nessuno) de Raffaello Matarazzo
- 1951 : La Cité des stupéfiants (Lebbra bianca) d'Enzo Trapani
- 1952 : Amour et Jalousie (La fiammata) d'Alessandro Blasetti
- 1952 : Sensualité (Sensualità) de Clemente Fracassi
- 1952 : Heureuse Époque (Altri tempi - Zibaldone n. 1) d'Alessandro Blasetti
- 1952 : La Tanière des brigands (Il brigante di Tacca del Lupo) de Pietro Germi
- 1953 : Les Coupables (Processo alla città) de Luigi Zampa
- 1953 : La Fille sans homme (Un marito per Anna Zaccheo) de Giuseppe De Santis
- 1953 : Larmes d'amour (Torna !) de Raffaello Matarazzo
- 1954 : Les Révoltés de Lomanach de Richard Pottier
- 1955 : Du sang dans le soleil (Proibito) de Mario Monicelli
- 1955 : La Femme aux deux visages (L'angelo bianco) de Raffaello Matarazzo
- 1956 : L'Intruse (L'intrusa) de Raffaello Matarazzo
- 1957 : Les Nuits de Cabiria (Le notti di Cabiria) de Federico Fellini
- 1958 : Anna de Brooklyn (Anna di Brooklyn) de Vittorio De Sica et Carlo Lastricati (it)
- 1958 : Le ciel brûle (Il cielo brucia) de Giuseppe Masini
- 1958 : Automne mélancolique (Malinconico autunno) de Raffaello Matarazzo
- 1961 : L'Atlantide (Antinéa) d'Edgar Georg Ulmer et Frank Borzage
- 1962 : Le Meilleur Ennemi (The Best of Enemies) de Guy Hamilton
- 1964 : Frénésie d'été (Frenesia dell'estate) de Luigi Zampa
- 1964 : Le Désir (Donde tú estés) de Germán Lorente
- 1964 : Le Gaucho (Il gaucho) de Dino Risi
- 1968 : Columna de Mircea Drăgan
- 1969 : Le Clan des Siciliens d'Henri Verneuil
- 1972 : Cosa Nostra (Joe Valachi i segreti di Cosa Nostra / The Valachi papers) de Terence Young
- 1976 : Nina (A Matter of Time) de Vincente Minnelli

### À la télévision
- 1969 : Rebecca.

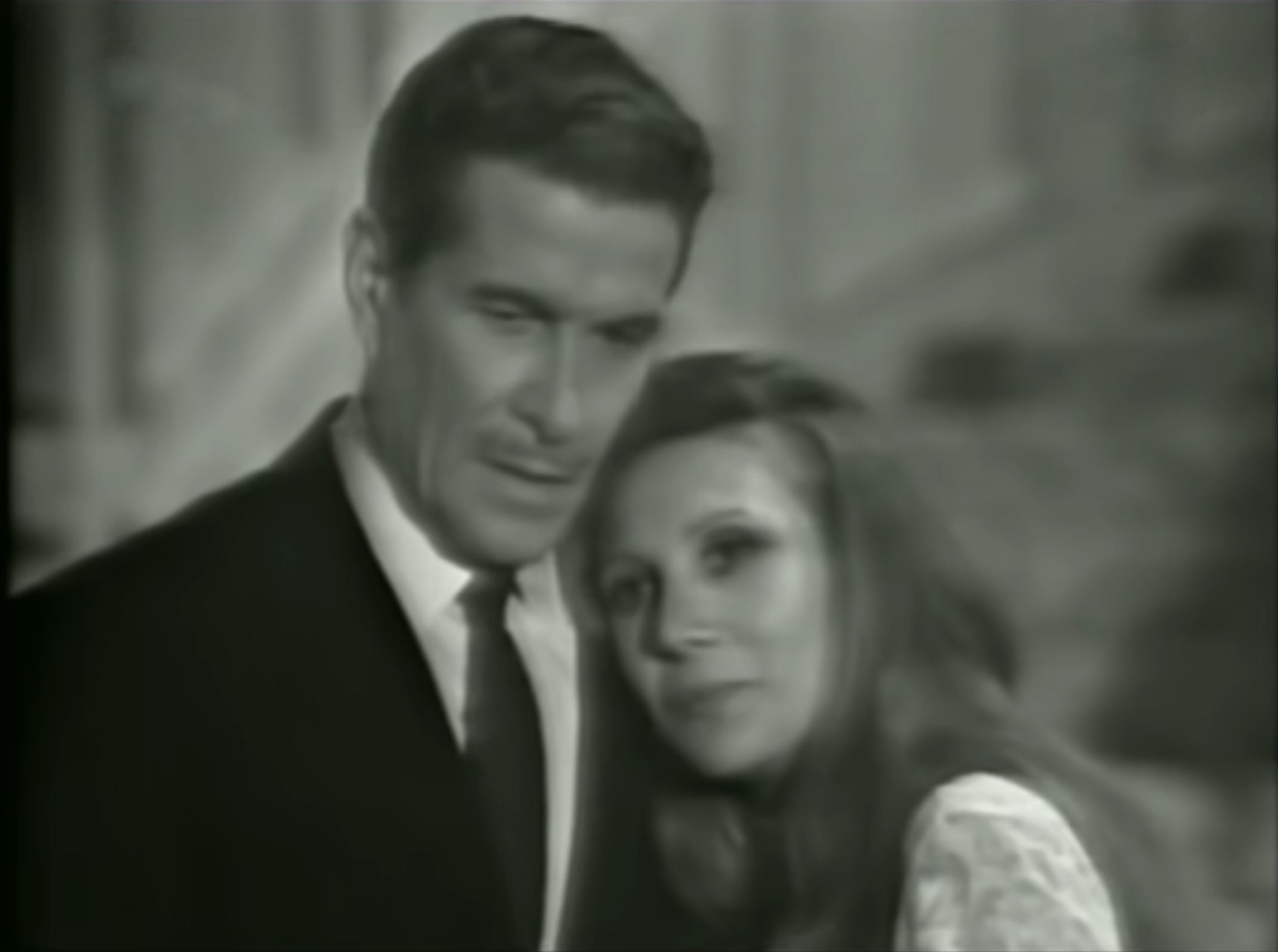
Amedeo Nazzari et Ileana Ghione dans une scène du téléfilm Rebecca (1969).

- 1976 : Inspecteur Derrick (série télévisée, épisode L'Homme de Portofino)

## Récompenses et distinctions
- Ruban d'argent du meilleur acteur en 1947 pour son rôle dans le film Le Bandit (Il bandito).